# 130 окремий батальйон 241 ОБр Сил ТрО ЗСУ
130 окремий батальйон територіальної оборони   став першим батальйоном зі складу Сил територіальної оборони Збройних Сил України, який отримав Бойовий прапор. Бойовий Прапор є символом відваги, героїзму та беззаперечної відданості обороні рідної країни, є визнанням бойових здобутків підрозділу.
130 окремий батальйон заснований у 2018 році брав участь у звільненні населених пунктів Київської, Харківської, Луганської та Донецької областей та надалі продовжує виконувати бойові завдання і звільняти територію України від ворога.

## Історія
130 окремий батальйон був заснований у 2018 році в складі Сил територіальної оборони — окремий рід сил ЗСУ, та долучився до підготовки громадян України до національного спротиву.
24 лютого 2022 року в перший день відкритої агресії росії проти України, військовослужбовці 130 окремого батальйону територіальної оборони  прийняли під охорону та оборону АП «КИЇВ» (Жуляни), та активно розпочали мобілізацію добровольців з Києва та Київської області. 
130 окремий батальйон став найбільшим за кількістю залучених добровольців на початку повномасштабного вторгнення. У квітні 2022 року на базі 130 окремого батальйону був створений 243 окремий батальйон територіальної оборони.
08 квітня 2022 року на виконання бойового розпорядження, 130 окремий батальйон територіальної оборони висування в новий район виконання бойових завдань в зоні відповідальності ОУВ «ХАРКІВ» та почав брати участь в боях за звільнення Харківської області від окупантів. В результаті успішних наступальних дій ворога було відкинуто з позицій поблизу Харківської Окружної дороги, батальйон вийшов на рубіж Дачі – Прудянка.
Починаючи з червня 2022 року розпочались важкі бої в районі Дачі – Дементіївка. Під час виконання бойових завдань в цьому районі 130 окремий батальйон територіальної оборони зазнав важких втрат, загинули командири стрілецьких рот капітан ШАМАНОВ Ярослав Вадимович, капітан БАРЧУК Володимир Васильович, який до останнього патрона тримав стрілецький бій на позиції «ГОРА», командир взводу стрілецької роти старший лейтенант МАРТИНЕНКО Віталій Володимирович, який керував обороною Дементіївки. 
На початку 2023 року, командування Сил оборони було прийнято рішення про необхідність проведення заходів з відновлення боєздатності батальйону, 130 окремий батальйон територіальної оборони висунувся в район відновлення боєздатності. 
У квітні 2023 року 130 окремий батальйон територіальної оборони перемістився в новий район зосередження, та зайняв позиції на околицях Бахмуту.
З квітня 2023 року по вересень 2023 року,  130 окремий батальйон територіальної оборони виконував бойові завдання в районах зосередження Бахмут, Іванівське, Часів Яр
У вересні 2023 року 130 окремий батальйон територіальної оборони перемістився в новий район зосередження Борова, та проводив оборонні дії в районі зосередження Куп'янськ.
01.10.2023 командир 130 окремого батальйону територіальної оборони на урочистій події з нагоди Дня Захисника України отримав  бойовий прапор батальйону від президента України. Та став першим батальйоном зі складу Сил територіальної оборони Збройних Сил України, який отримав Бойовий прапор.
В листопаді 2023 року 130 окремий батальйон територіальної оборони вийшов на відновлення боєздатності, та вже в лютому 2024 року повернувся в район виконання бойових завдань, та зайняв оборонні позиції в Донецькій області.

## Структура
- Стрілецькі та механізовані підрозділи
- Підрозділи вогневої підтримки, включаючи танковий взвод
- Самохідна артилерійська та мінометна батареї
- Зенітна ракетно-артилерійська батарея
- Підрозділи безпілотних авіаційних комплексів, розвідки, інженерно-саперного забезпечення
- Взвод зв’язку
- Взвод матеріально-технічного забезпечення
- Медичний пункт

## Командири
2018 — 2022 | ОЗІРНИЙ Вадим Борисович
2022 — 2022 | КОСТЕНКО Юрій Васильович
2022 — 2024 | ВОЛОШИН Олександр Миколайович
2024 — дотепер | МЕЛЬНИК Олег Ігорович

## Відомі персони у складі батальйону
Антитіла (гурт) — український поп-рок-гурт із Києва, що виник у 2007 році, в повному складі долучився на початку повномасштабного вторгнення до 130 окремого батальйону територіальної оборони.
Афанасьєв Геннадій Сергійович — український активіст громадянського спротиву російській окупації Криму, політв'язень, публіцист, військовий ЗСУ. 
Безоглюк Ігор Анатолійович — співзасновник “Українського легіону”.
Василюк Сергій Юрійович — лідер гурту “Тінь Сонця”, український фолк-метал-гурт із Києва.
Гудименко Юрій Володимирович — український політичний діяч, лідер Руху «Демократична Сокира».
Кириченко Віталій Олександрович — лідер і одним із засновників гурту "Нумер 482".
М’ясоєдов Геннадій Анатолійович — лідер рок-гурту "Калєксія", автор музики та багатьох текстів. 
Закревська Євгенія Олександрівна — громадська діячка, представниця родин Небесної Сотні.